# Powiat kamiennogórski
Powiat kamiennogórski är ett politiskt och administrativt distrikt (powiat) i sydvästra Polen, tillhörande Nedre Schlesiens vojvodskap. Huvudort och största stad är Kamienna Góra. Befolkningen uppgick till 45 440 invånare år 2010.

## Kommunindelning
Distriktet indelas i fyra kommuner.
Stadskommun
- Kamienna Góras stad

Stads- och landskommun
- Lubawka

Landskommuner
- Gmina Kamienna Góra, Kamienna Góras landskommun
- Marciszów